# Lega del bene pubblico
La Lega del bene pubblico fu una rivolta di nobili, guidata dal futuro Carlo I di Borgogna, contro Luigi XI di Francia. Ebbe luogo tra marzo ed ottobre del 1465.

## Origini
La rivolta nacque dalla volontà dei nobili francesi di interrompere la politica del sovrano, che mirava a soffocare le velleità indipendentistiche dell'aristocrazia. Luigi XI fu costretto a mettersi alla testa di un esercito lealista per far tornare nei ranghi la nobiltà ribelle.
Il tumulto fu diretto da Carlo il Temerario, all'epoca solamente conte di Charolais, il quale era furente per la vendita a Luigi XI, da parte di suo padre Filippo il Buono, delle città della Somme.

La Lega del bene pubblico comprendeva:
- Carlo di Valois, Duca di Berry, fratello minore del re e messo a capo della Lega
- Carlo il Temerario, conte di Charollais, figlio ed erede del Duca di Borgogna, il più potente tra i feudatari coinvolti
- Giacomo d'Armagnac-Nemours, duca di Nemours e conte di la Marche
- Giovanni II, duca di Borbone
- Francesco II, duca di Bretagna
- Giovanni di Calabria, duca di Lorena
- Giovanni V,conte d'Armagnac
- Luigi di Lussemburgo, conte di Saint-Pol
- Giovanni d'Orléans conte di Dunois, detto il Bastardo d'Orléans (solo fino al 1464[1]),
- Antonio di Chabannes,
- Carlo II, conte d'Albret
- Pietro d'Urfé,
- il duca di Baviera,
- il duca di Clèves,
- l'Elettore Palatino.

Questi formarono la predetta lega ed in un manifesto pubblicato il 10 marzo 1465, pretesero di rimediare al "governo pietoso e disordinato". Entrando in guerra contro il re, la coalizione progettò di rimpiazzarlo con un reggente a lei devoto, identificato nell'inconsistente Carlo di Francia, il diciottenne duca di Berry, fratello di Luigi XI. Il re rispose d'altronde, sin dal 16 marzo, con un contro-manifesto.

## Guerra del bene pubblico
Per difendersi, Luigi XI si rivolse a Francesco Sforza e propose agli abitanti di Liegi di creare un'alleanza militare contro il nemico comune. Tale patto fu siglato il 17 giugno.
Il sovrano francese, che beneficiava del sostegno di Gastone IV di Grailly, conte di Foix e di Béarn, disponeva di un esercito di 30.000 uomini. All'inizio delle ostilità, nel marzo del 1465, marciò contro i borbonesi, al centro del paese. Poi intraprese una corsa verso la capitale contro i bretoni di Francesco II ed i borgognoni, comandati da Carlo il Temerario. Lo scontro avvenne a Montlhéry, a sud di Parigi, il 16 luglio 1465. L'esito della battaglia fu incerto ed ognuno si attribuì la vittoria. Luigi XI approfittò della confusione per svignarsela; si affrettò ad entrare a Parigi, ove affermò la sua autorità. Entrambi i contendenti non sapevano come farla finita. Luigi XI finse di piegarsi.

## La pace
In tre trattati, il sovrano fece la pace ed il "bene pubblico":
- il 5 ottobre 1465, trattato di Conflans.
- 27 ottobre 1465, trattato di Saint-Maur con i principi.
- 12 dicembre 1465, quale seguito al trattato di Conflans.

Il re di Francia concesse a suo fratello Carlo il ducato di Normandia. Rese al conte di Charolles le città della Somme e la proprietà di Boulogne, Guînes, Roye, Péronne e Montdidier. Luigi XI diede a Giovanni di Calabria, reggente di Lorena, le città di Mouzon, Sainte-Menehould e Neufchâteau. Rimise al duca di Bretagna il diritto regio ed una parte delle sovvenzioni, rendendogli Montfort ed Étampes. Al duca di Borbone concesse molte signorie in Alvernia e al duca di Nemours, il governo di Parigi e dell'Île-de-France. Il conte d'Armagnac beneficiò di diverse castellanie nella Rouergue. Tanneguy du Chastel fu nominato gran scudiero, il conte di Saint-Pol conestabile, ecc. Una commissione di 36 membri, presieduta da Dunois (che non aveva partecipato alle ostilità e che si era «"grandemente impegnato" per il bene della pace» come si legge in una lettera, inserita nel trattato di Saint-Maur, dello stesso Re Luigi XI) avrebbe dovuto riformare gli abusi amministrativi. Luigi XI non rispettò per molto tempo le condizioni che gli erano state imposte.

## Perdono e rappresaglie
Luigi XI perdonò alcuni
- Giovanni II fu nominato conestabile di Francia nel 1483.
- Dunois fu nominato Gran Ciambellano di Francia nel 1465.

e punì molti
- il sovrano devastò il castello di Chaumont, appartenente a Pietro d'Amboise, per punire l'adesione degli Amboise alla Lega del bene pubblico. Il re dispensò loro il proprio perdono quattro anni dopo ed elargì parte dei fondi necessari per la ricostruzione di Chaumont.
- Nel 1465, Carlo di Melun, governatore di Parigi e della Bastiglia, subentrò a De la Rivière, condannato per aver avuto dei legami con i capi della Lega del bene pubblico; quest'ultimo fu giustiziato nel 1468 a Champigny-sur-Marne. I suoi beni furono confiscati e consegnati ad Antonio di Chabannes.
- Jacques d'Armagnac, duca di Nemours e conte di la Marche, più volte perdonato, per un ulteriore tradimento fu assediato e catturato nel suo castello di Carlat (1475). Condotto alla Bastiglia, fu giudicato e decapitato sulla pubblica piazza a Parigi nel 1477.